# 青绿湿伞
青绿湿伞，俗稱鸚鵡傘菌或鸚鵡蜡盖，屬於蠟傘科濕果傘属，廣泛地分佈於世界各地。青绿湿伞原本的學名為「Hygrophorus psittacinus」。青绿湿伞擁有兩個亞種分類：「psittacina」和「perplexa」, 而亞種「perplexa」原本是一個獨立物種。青绿湿伞是加州唯一一種同時擁有綠色外表和粘糊糊的菌蓋和菌柄的真菌。青绿湿明亮的綠色表層並非因葉綠素的存在形成，全因真菌不具備葉綠素。其綠色表層是由色素造成。

## 描述

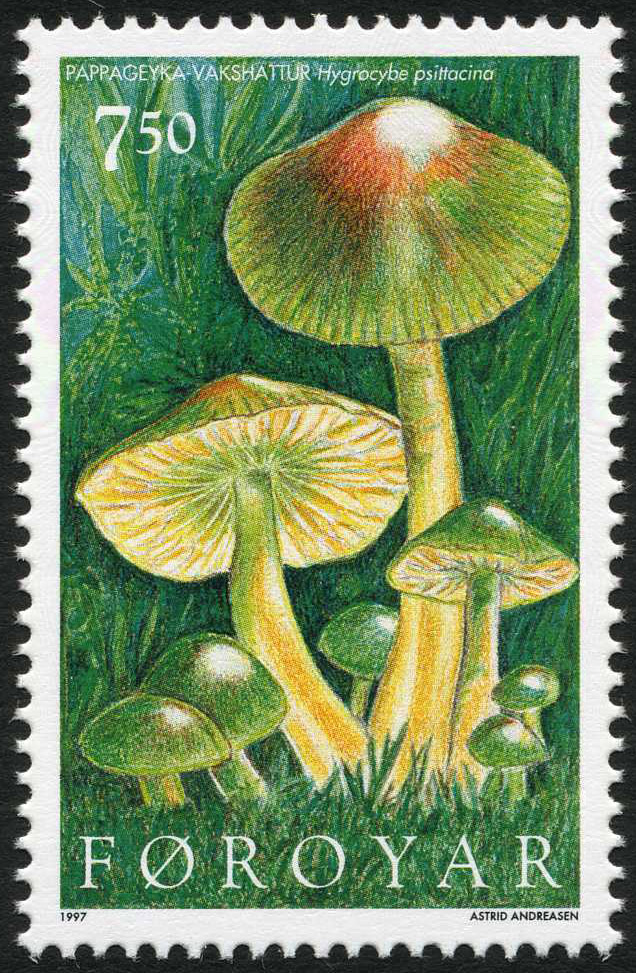
法罗群岛郵票上的青绿湿伞

青绿湿伞是一種體積細小的真菌，其菌盖外形多為鼓膜凸狀或凸狀。青绿湿伞的菌盖長約1厘米至3厘米，菌盖於真菌年青時顏色為綠色，並會隨著年齡增加而變為淺黃色，甚至粉紅色。具粘性菌的柄長約2厘米至4厘米，寬3毫米至5毫米，外形為柱狀或錐狀，空心且表面無毛，且其顏色為綠色或蒼黃色。寬闊的菌褶顏色為綠色，具黃邊，而孢印則為白色。綠色的莖尖色彩不變，即使在很舊的青绿湿伞標本中，其莖尖仍然呈綠色。青绿湿伞的氣味和味道均不顯著，並且暫時沒有任何分辨青绿湿伞的化學測試。青绿湿伞主要成長於夏季到秋季（九月至十一月）期間。
青绿湿伞在年青時因其獨特的綠色外表而很容易識別。但是在較年老的青绿湿伞則因其顏色多樣，因此很容易與其他真菌混淆。

## 分佈及生境
青绿湿伞通常都會孤立地散落在潮濕的泥土、苔蘚或腐殖質上，並經常出現在紅杉下。
青绿湿伞的「psittacina」亞種廣泛地分佈於西歐、冰島、格陵蘭、南北美洲、南非以及日本的草原中，並主要出現於夏季和秋季。在歐洲，青绿湿伞的數量正逐漸下降，全因當地的生境退化。而「perplexa」亞種則主要分佈於西歐、美洲和日本。維多利亞州亦曾有此亞種出現的紀錄。青绿湿伞通常都會在草被剪掉後被人發現。

## 可食性
青绿湿伞在蘑菇指南中經常被列為可食用的。但若一位成年男性一次攝食了超過20個青绿湿伞，便會引致胃腸道疾病。